# Vueling Airlines

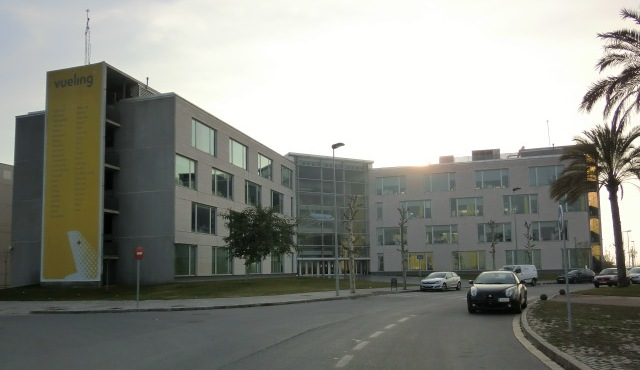
Головной офис компании «Vueling»

Vueling Airlines (также известна кратким названием Vueling «Буэлин») — бюджетная авиакомпания, базирующаяся в Барселоне, Испания. Её аэропорт приписки — Барселона — Эль-Прат с дополнительными узлами в Бильбао, Мадриде, Малаге, Севилье и Валенсии.
Vueling — второй по величине авиаперевозчик Испании после Iberia Airlines. В 2015 году компания перевезла 24 млн пассажиров с средней заполняемостью кресел в 81 %.

## История

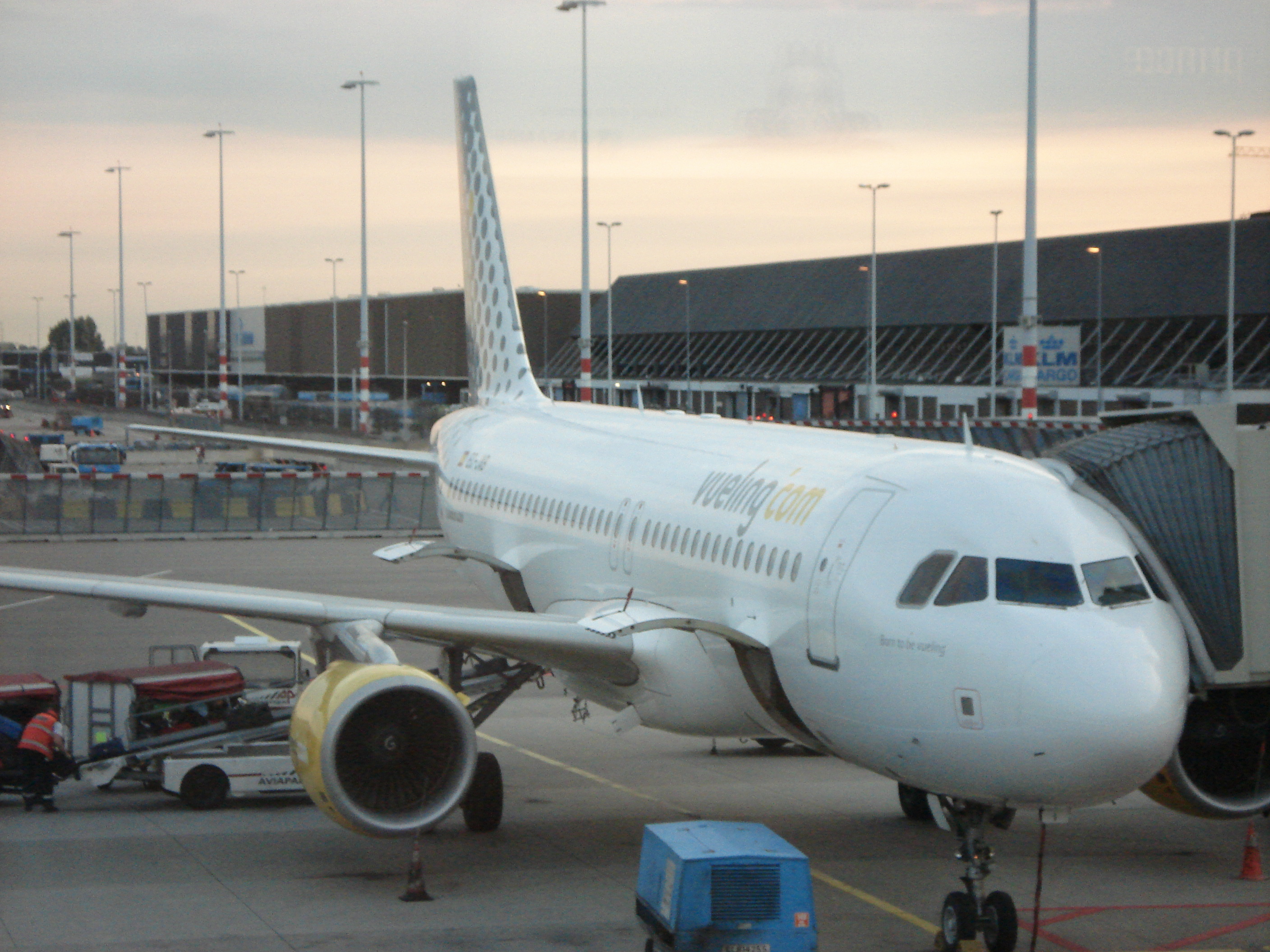
Airbus A320-214 авиакомпании Vueling в амстердамском аэропорту Схипхол (2007 год)

Vueling была основана в феврале 2004 года и начала коммерческие полёты 1 июля того же года. Флот состоял из двух самолётов, обслуживавших направление Барселона—Ивиса. Спустя всего полтора года, в декабрe 2005 года, компания начала приносить прибыль.
В рейтинге европейских бюджетных перевозчиков в 2006 году Vueling заняла третье место (после EasyJet). Однако в следующем году она не удержала это место.
В 2009 году, согласно расчётам «Skytrax Research», Vueling — третья по качеству бюджетная авиакомпания Западной Европы, после EasyJet и Aer Arann.

## Направления
Vueling совершает полёты в 38 стран Европы, Азии и Африки. В СНГ лоукостер летает в Санкт-Петербург, Москву, Казань, Самару, Краснодар, Калининград, (полеты в РФ были ограничены) Киев, Минск и Ереван.

## Флот

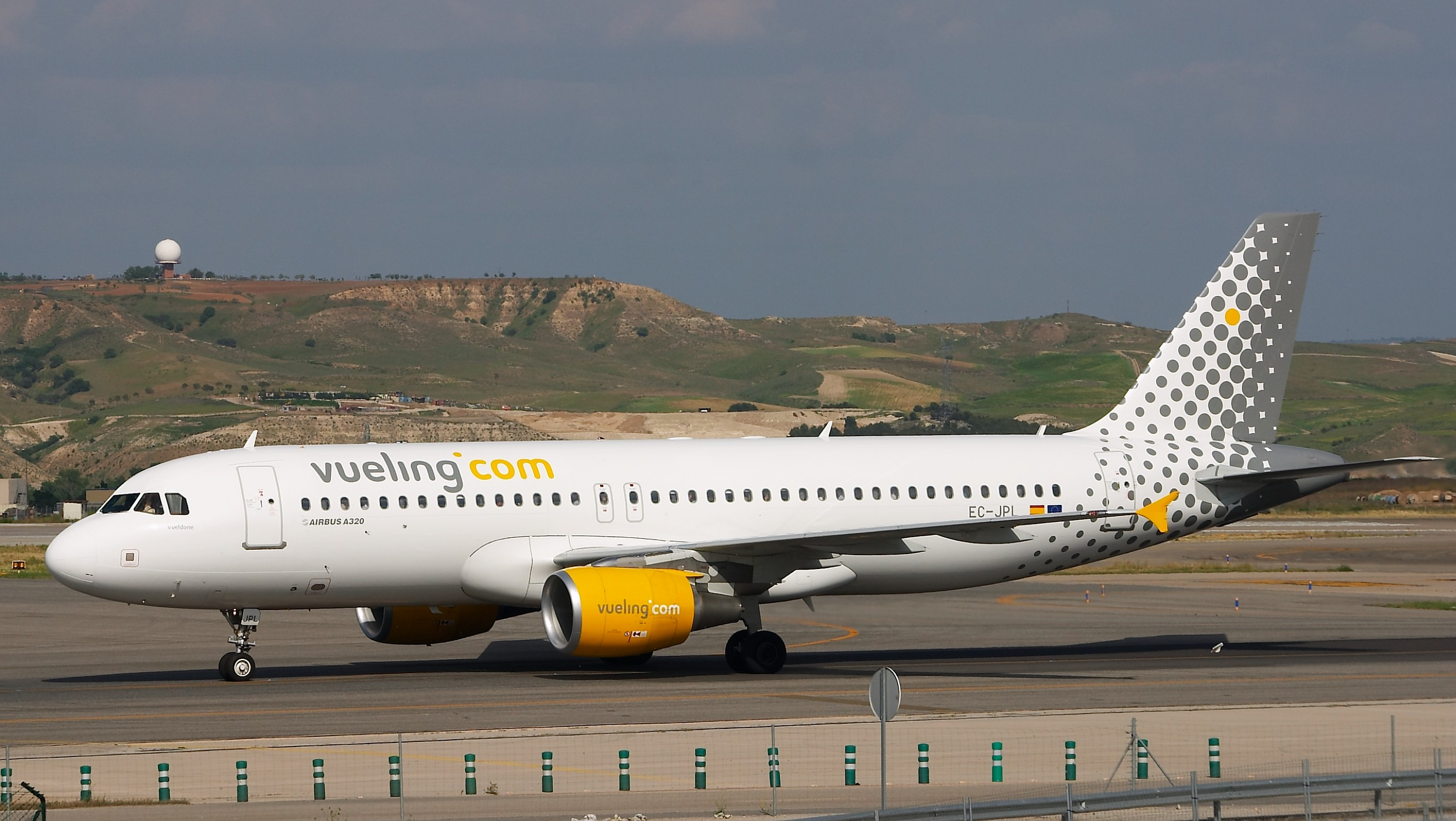
Airbus A320-214 компании Vueling в мадридском аэропорту Барахас, руление к терминалу 4. (2006 год)

На июль 2021 года флот Vueling Airlines состоял из следующих судов (все места — только экономического класса):
| Тип самолёта    | В эксплуатации | Заказано | Примечания |
| Airbus A319-100 | 6              | -        | |
| Airbus A320-200 | 75             | -        | EC-MLE - Disneyland Paris 25 Years; EC-MNZ - Vueling Loves Barcelona; EC-MYC - Disneyland Paris/Spider-Man_Captain America |
| Airbus A320neo  | 25             | -        | EC-NAJ - We LOVE Places; EC-NDC - Eurovision; EC-NFH - "Illes Balears"; EC-NIX - Visit Tenerife                            |
| Airbus A321-200 | 18             | -        | |
| Airbus A321neo  | 0              | 3        | |
| Всего:          | 124            | 3        | |

На апрель 2022 года средний возраст самолётов авиакомпании составлял 8,5 лет.
Некоторые самолёты компании Vueling имеют собственные имена и ливреи.

## Норма регистрируемого багажа
В стоимость авиабилета на рейсы Vueling не входит оплата регистрируемого багажа. Любой багаж, который не может считаться ручной кладью, должен быть зарегистрирован и дополнительно оплачен. Одно место багажа весом до 23 кг стоит от 12 евро, если оплата производится при покупке билета, и 35 евро, если делать это в аэропорту непосредственно перед вылетом. Максимально возможный вес одного места багажа может достигать 32 кг. Общий вес багажа на одного пассажира не может превышать 50 кг. Оплатить багаж необходимо заранее через веб-сайт авиакомпании.

## Сотрудничество сMTV
В 2009 году Vueling второй год сотрудничала с MTV на время летнего сезона. Два самолёта Airbus A320-200 компании Vueling (регистрационные номера EC-KDG и EC-KDH) были перекрашены в раскраску MTV снаружи и внутри салона. Художественную поддержку осуществило дизайнерское бюро «Custo Barcelona».
В апреле 2011 года оба борта были покрашены в стандартную ливрею авиакомпании.

## Инциденты
• 16 июля 2015 года на борту самолёта авиакомпании Vueling, следовавшего рейсом VY8179 Ивиса—Париж, пилотами была объявлена чрезвычайная ситуация. Лайнер снизился и направился в сторону парижского аэропорта Орли. Причины выясняются.